# Lac Saint-Véran
Pour les articles homonymes, voir Saint Véran.
Le lac Saint-Véran est un plan d'eau douce de la zone de tête de la rivière Moncouche (via le lac Moncouche), dans le territoire non organisé de Lac-Moncouche, dans la municipalité régionale de comté (MRC) de Lac-Saint-Jean-Est, dans la région administrative de la Saguenay–Lac-Saint-Jean, dans la province de Québec, au Canada. Le lac Saint-Véran est situé dans la partie ouest de la réserve faunique des Laurentides. Sa localisation est presque à la limite des régions administratives du Saguenay–Lac-Saint-Jean et de la Capitale-Nationale.
Une route forestière longe la rive sud-est lac Moncouche. Quelques routes forestières secondaires desservent cette zone pour les besoins de la foresterie et des activités récréotouristiques.
La foresterie constitue la principale activité économique du secteur; les activités récréotouristiques, en second.
La surface du lac Saint-Véran est habituellement gelée du début de décembre à la fin mars, toutefois la circulation sécuritaire sur la glace se fait généralement de la mi-décembre à la mi-mars.

## Géographie
Les principaux bassins versants voisins du lac Saint-Véran sont:
- côté Nord: lac Starr, lac Huard, rivière Métabetchouane;
- côté Est: lac Étoile, ruisseau Contourné;
- côté Sud: lac Moncouche, ruisseau Contourné, rivière aux Montagnais;
- côté Ouest: rivière Métabetchouane.

Le lac Saint-Véran comporte est connexe (côté nord-est) au lac Moncouche et est enclavée entre les montagnes. Le lac Saint-Véran comporte une longueur de 2,9 km, une largeur de 0,6 km, une altitude de 399 m. Son embouchure localisé au sud-ouest est située à:
- 7,0 km au nord-est de la confluence de la rivière Moncouche et de la rivière Métabetchouane;
- 8,1 km au nord-est du lac Métabetchouane;
- 16,0 km au nord-est de la gare Kiskissink du chemin de fer du Canadien National;
- 26,5 km au à l'est de la route 155, reliant La Tuque à Chambord;
- 50,1 km au sud-est de la confluence de la rivière Métabetchouane et du Lac Saint-Jean[2].

À partir de l'embouchure du lac Saint-Véran, le courant descend la rivière Moncouche sur 9,3 km généralement vers le sud, la rivière Métabetchouane généralement vers le nord sur 83,9 km vers le sud rive du lac Saint-Jean; puis le courant croise ce dernier sur 22,8 km vers le nord-est, puis suit le cours de la rivière Saguenay via la Petite Décharge sur 172,3 km jusqu'à Tadoussac où le courant fusionne avec l'estuaire du Saint-Laurent.

## Toponymie
Le toponyme lac Saint-Véran a été officialisé le 5 décembre 1968 par la Commission de toponymie du Québec.